# Paul McCracken
Paul Winston McCracken (29 de diciembre de 1915 - 3 de agosto de 2012) fue un economista estadounidense nacido en Richland, Iowa. Fue presidente del Consejo Presidencial de Asesores Económicos de 1969 a 1971 bajo la presidencia de Richard Nixon. Fue presidente del Consejo del American Enterprise Institute de Asesores Académicos y se desempeñó como presidente interino del instituto en 1986.
Tras obtener su licenciatura de William Penn University, obtuvo una maestría de la Universidad de Harvard en Economía. Murió el 3 de agosto de 2012 a los 96 años.